# Cykling vid olympiska sommarspelen 1996
Cykling under olympiska sommarspelen 1996 i Atlanta innehöll tre discipliner: landsvägscykling, bancykling och för första gången terrängcykling. Både herrar och damer tävlade. Bancyklingen hölls i DeKalb County vid Stone Mountain,  terrängcyklingen i Georgia International Horse Park i Conyers, och landsvägscyklingen i Atlanta.

## Resultat
14 olika grenar arrangerades och avgjordes i landsvägscykling, bancykling och terrängcykling/mountainbike.

### Medaljtabell
| Pl.    | Nation         | Guld | Silver | Brons | Totalt |
| ------ | -------------- | ---- | ------ | ----- | ------ |
| 1      | Frankrike      | 5    | 3      | 1     | 9      |
| 2      | Italien        | 4    | 1      | 0     | 5      |
| 3      | Nederländerna  | 1    | 1      | 1     | 3      |
| 4      | Spanien        | 1    | 1      | 0     | 2      |
| 4      | Schweiz        | 1    | 1      | 0     | 2      |
| 4      | Ryssland       | 1    | 1      | 0     | 2      |
| 7      | Tyskland       | 1    | 0      | 1     | 2      |
| 8      | Kanada         | 0    | 2      | 3     | 5      |
| 9      | USA            | 0    | 2      | 1     | 3      |
| 10     | Australien     | 0    | 1      | 4     | 5      |
| 11     | Danmark        | 0    | 1      | 0     | 1      |
| 12     | Storbritannien | 0    | 0      | 2     | 2      |
| 13     | Japan          | 0    | 0      | 1     | 1      |
| Totalt | Totalt         | 14   | 14     | 14    | 42     |

## Medaljörer

### Landsvägscykling
| Event                           | Guld                         | Silver                       | Brons                |
| Herrarnas linjelopp Detaljer... | Pascal Richard (SUI)         | Rolf Sørensen (DEN)          | Max Sciandri (GBR)   |
| Damernas linjelopp Detaljer...  | Jeannie Longo-Ciprelli (FRA) | Imelda Chiappa (ITA)         | Clara Hughes (CAN)   |
| Herrarnas tempolopp Detaljer... | Miguel Indurain (ESP)        | Abraham Olano (ESP)          | Chris Boardman (GBR) |
| Damernas tempolopp Detaljer...  | Zulfiya Zabirova (RUS)       | Jeannie Longo-Ciprelli (FRA) | Clara Hughes (CAN)   |

### Bancykling
| Event                                | Guld                                                                             | Silver                                                                | Brons                                                                  |
| Herrarnas tempolopp Detaljer...      | Florian Rousseau (FRA)                                                           | Erin Hartwell (USA)                                                   | Takanobu Jumonji (JPN)                                                 |
| Herrarnas poänglopp Detaljer...      | Silvio Martinello (ITA)                                                          | Brian Walton (CAN)                                                    | Stuart O'Grady (AUS)                                                   |
| Herrarnas sprint Detaljer...         | Jens Fiedler (GER)                                                               | Marty Nothstein (USA)                                                 | Curt Harnett (CAN)                                                     |
| Herrarnas lagförföljelse Detaljer... | Frankrike Christophe Capelle Philippe Ermenault Jean-Michel Monin Francis Moreau | Ryssland Eduard Gritsun Nikolay Kuznetsov Alexei Markov Anton Shantyr | Australien Brett Aitken Stuart O'Grady Timothy O'Shannessey Dean Woods |
| Herrarnas förföljelse Detaljer...    | Andrea Collinelli (ITA)                                                          | Philippe Ermenault (FRA)                                              | Bradley McGee (AUS)                                                    |
| Damernas förföljelse Detaljer...     | Antonella Bellutti (ITA)                                                         | Marion Clignet (FRA)                                                  | Judith Arndt (GER)                                                     |
| Damernas sprint Detaljer...          | Félicia Ballanger (FRA)                                                          | Michelle Ferris (AUS)                                                 | Ingrid Haringa (NED)                                                   |
| Damernas poänglopp Detaljer...       | Nathalie Lancien (FRA)                                                           | Ingrid Haringa (NED)                                                  | Lucy Tyler-Sharman (AUS)                                               |

### Mountainbike
| Event                             | Guld                 | Silver                    | Brons                 |
| Herrarnas terränglopp Detaljer... | Bart Brentjens (NED) | Thomas Frischknecht (SUI) | Miguel Martinez (FRA) |
| Damernas terränglopp Detaljer...  | Paola Pezzo (ITA)    | Alison Sydor (CAN)        | Susan DeMattei (USA)  |